# Кемп-Пендлтон
База морської піхоти «Кемп-Пендлтон» (англ. Marine Corps Base Camp Pendleton) — військова база Корпусу морської піхоти, яка розташована на узбережжі Південної Каліфорнії в окрузі Сан-Дієго.
База ділиться на північну і південну частини, була створена у 1942у з метою підготовки морських піхотинців США для участі у Другій світовій війні. До жовтня 1944 року Кемп-Пендлтон вважався тимчасової базою, але на 1946 рік, вона стала місцем постійної дислокації 1-ї дивізії морської піхоти. Свою назву база отримала в честь генерал-майора Джозеф Генрі Пендлтона, який ініціював створення навчальної бази для корпусу морської піхоти на західному узбережжі.